# Commandement du renseignement
Das Commandement du renseignement – Aufklärungskommando (bis 2016 Brigade de renseignement – BR oder BRENS; deutsch Aufklärungsbrigade) ist die zentrale Aufklärungseinheit der französischen Landstreitkräfte.
Aufgestellt wurde sie 1993 noch unter der Bezeichnung „Brigade de renseignement et de guerre electronique“ (BRGE), um dann 1998 in „Brigade de renseignement“ umbenannt zu werden. Bis zum Jahre 2010 war sie in Metz stationiert und zog dann nach Hagenau im Elsass um. Die Gesamtstärke beläuft sich auf 4200 Militärpersonen.
Bei der Reorganisation der Landstreitkräfte 2016 wurde die Einheit in „Commandement du renseignement“ umbenannt. Stabssitz ist Straßburg.

## Zusammensetzung
- 44e régiment de transmissions (44e R.T – 44. Fernmelderegiment) in Mutzig
- 54e régiment de transmissions (54e R.T – 54. Fernmelderegiment) in Haguenau
- 61e régiment d’artillerie (61e R.A – 61. Artillerieregiment – Drohnenregiment) in Chaumont
- 2e régiment de hussards (2e R.H – 2. Husarenregiment) in Haguenau
- 28e groupe géographique (28e G.G – 28. Geographiebataillon) in Haguenau
- Groupement de recueil de l’information (G.R.I – Informations-Auswertungs- und Sammelgruppe) – 2010 in das 2. Husarenregiment eingegliedert.

Das 13e régiment de dragons parachutistes gehörte bis zum Jahre 2002 zur Brigade, um dann zur Brigade des forces spéciales terre (B.F.S.T) zu wechseln.
Jede der Einheiten ist als Teil des Gesamtaufklärungskonzepts der Brigade. Das 44. Fernmelderegiment und das 54. Fernmelderegiment sind Einheiten der Elektronischen Kampfführung, das 61. Artillerieregiment ist für den Einsatz von Drohnen zur Gefechtsfeldaufklärung zuständig, das 2. Husarenregiment ist die gepanzerte Aufklärungseinheit (R.B.R.R), die Luftaufklärungsgruppe (Groupement Aérien de Reconnaissance – G.A.R) ist mit Helikoptern zur Luftaufklärung ausgerüstet, und die (Groupement de Recueil de l’Information (G.R.I) sammelt Informationen z. B. in der Bevölkerung des Krisengebietes oder durch die Vernehmung von Kriegsgefangenen.
Durch die Kombination der vorhandenen Einsatzmittel werden alle möglichen Informationen über die einzelnen Ziele geliefert. Die Informationen werden von den Fachgebieten gesammelt und dann an die übergeordnete Ebene weitergeleitet, wo die Auswertung stattfindet. Dies geschieht, um Fehlinterpretationen auf der taktischen Ebene auszuschließen.
Die Brigade führt jährlich die Übung „BATRENS“ durch, die zum Zwecke der Verbesserung der Zusammenarbeit zwischen den einzelnen Einheiten abgehalten wird.
Der Brigadestab, die „28e groupement géographique“ und die „Groupement de Recueil de l’Information“ bezogen im Jahr 2010 ihr Quartier im Camp d’Oberhoffen in Hagenau, wo bereits das 54. Fernmelderegiment und das 2. Husarenregiment stationiert waren. In der 11e brigade parachutiste (11. Fallschirmbrigade) wird die Aufklärung durch die 3e escadron des 1er régiment de hussards parachutistes (1. Husaren-Fallschirmregiment) durchgeführt.